# 福田龍彌
福田 龍彌（ふくだ りゅうや、1992年6月12日 - ）は、日本の男性総合格闘家。京都府京都市出身。MIBURO所属。元修斗世界フライ級王者。元DEEPフライ級王者。現DEEPバンタム級王者。DEEPフライ級グランプリ優勝。DEEP史上2人目の2階級同時制覇王者。

## 来歴

### アマチュア総合格闘技デビュー以前
中学一年の夏休み、旅行に行くと聞かされてタイに行ったが、父親は龍彌をムエタイジムに連れて行って3ヶ月後の飛行機のチケットを渡し日本に帰ってしまった。タイ語も話せない状態で、たった1人3ヶ月間住み込みで練習をした。

### アマチュア総合格闘技
2010年3月14日、関西アマ修斗フレッシュマントーナメントに出場した。本田亮介、藤岡秀帆を破り決勝に進出したが、決勝で藤中淳司に腕ひしぎ十字固めで1本負けを喫し準優勝となった。
2010年9月19日、中部アマ修斗フレッシュマントーナメントに出場した。木村賢二に21-16の判定勝ちを収め決勝に進出したが、決勝で高村健悟に38-44の判定負けを喫し準優勝となった。
2011年7月3日、関西アマ修斗に出場し1回戦で木村雅に1RKOで勝利したが、準決勝で竹内敬之にチョークスリーパーで1本負けを喫した。
2011年8月6日、GLADIATOR 21にて水川将馬と対戦し、2RTKO勝ちを収めた。
2011年10月10日、西日本アマ修斗オープントーナメントに出場した。吉村友希、前田彬孝に勝利し優勝を果たした。
2012年5月6日、関西アマ修斗に出場した。林智行、有本侑紀に勝利し優勝を果たした。
2012年9月2日、全日本アマ修斗に出場した。本房幸樹、有本侑紀、内山良太を破り決勝進出を果たしたが、決勝で千代雅博に1RKO負けを喫し準優勝となった。

### プロ総合格闘技
2011年6月5日、プロデビュー戦となるSOUL FIGHT Vol.5にて川口智弘と対戦し、1RKO勝ちを収めた。
2012年7月15日、GLADIATOR 38にて吉田朋彦と対戦し、0-2の判定負けを喫した。

### 修斗
2012年12月9日、修斗でのプロ昇格を果たし、2013年度プロ修斗新人王決定トーナメント1回戦でいっきゅうさんと対戦した。1Rにフロントスリーパーホールドによる1本勝ちを収めた。
2013年4月7日、プロ修斗大会BORDER-season5-「The first」にて有本侑紀と対戦し、3-0の判定勝ちを収めた。
2013年9月1日、2013年度プロ修斗新人王決定トーナメント準決勝でタンクと対戦し、3-0の判定勝ちを収めた。
2013年12月15日、2013年度プロ修斗新人王決定トーナメント決勝戦で征矢貴と対戦し、1RKO負けを喫した。
2014年4月27日、プロ修斗大会BORDER-season6-「The 2nd」にて呑谷尚平と対戦し、2-0の判定勝ちを収めた。
2014年7月6日、プロ修斗大会SHOOTO GIG WEST 16にてオニボウズと対戦し、3-0の判定勝ちを収めた。
2014年10月4日、VTJ 6thにて鈴木隼人と対戦し、3-0の判定負けを喫した。
2016年1月、1年以上格闘技から離れていたが、呑谷尚平が癌で亡くなったことをきっかけに格闘技を再開する。（#人物を参照）
2016年7月3日、修斗 GIG WEST Vol.18にて復帰戦に臨み、木村ケンイチにパウンドで1RKO勝利した。
2017年4月9日、修斗香川大会『FORCE07』にてパク・ミンゼと対戦し、1RKO勝ちを収めた。
2017年6月25日、修斗 in OSAKAにて萩原幸太郎と対戦し、3-0の判定勝ちを収めた。
2018年4月15日、修斗香川大会「FORCE07」にて藤川智史と対戦し、3-0の判定負けを喫した。
2018年11月25日、修斗 OKINAWA vol.1のメインイベントにて仲宗根武蔵と対戦し、判定1-1で引き分けた。
2019年4月28日、DEEP初参戦となるDEEP CAGE IMPACT 2019 in OSAKAにて安谷屋智弘と対戦し、3-0の判定負けを喫した。
2019年6月30日、修斗 30th ANNIVERSARY TOUR 第5戦にて亀島聖児と対戦し、3-0の判定勝ちを収めた。
2019年9月22日、修斗 BORDER-season11-「The3rd」のメインイベントにて修斗世界フライ級7位の渡辺健太郎と対戦し、1RTKO勝ちを収めた。
2020年7月12日、PROFESSIONAL SHOOTO2020 Vol.4 in OSAKAのセミファイナルにて、修斗世界フライ級1位の前田吉朗と世界フライ級暫定王者決定戦を行った。序盤からカーフキックを効かせ、3Rスタンドパンチ連打で倒れた前田にパウンドを浴びせTKO勝ちを収めた。これにより、福田が修斗世界フライ級暫定王者となった。
2021年1月31日、第6代修斗世界フライ級王者の扇久保博正が王座を返上したことにより、第7代修斗世界フライ級王者となった。
2021年7月4日、PROFESSIONAL SHOOTO2021 Vol.4 in OSAKA 第2部のメインイベントにて、修斗世界フライ級1位の平良達郎を相手に初防衛戦を行った。1R、三角絞めで一本負けを喫し王座陥落した。
この時期は仕事の影響に加えて年に1回程度しか試合が無いことから継続した練習をすることが出来ず、そのまま試合に望むなど試合に対するモチベーションを保てていなかったことからDEEPに移籍。移籍後にはジムで継続的な練習と突き詰めた練習を始め、さらに仕事を辞めて格闘技一本に絞ることにした。その結果「以降は、試合でのパフォーマンスも上がることになった」と福田は話している。

### RIZIN・DEEP
2021年10月23日、DEEP 104 IMPACTのメインイベントにてDEEPフライ級王者の神龍誠と対戦し、3-0の判定負けを喫した。
2022年2月26日、DEEP 106 IMPACTのセミファイナルにて、RIZIN2戦2勝2KOと勢いのある伊藤裕樹と対戦した。2R、右フックでダウンを奪い、立ち上がった伊藤にさらに左ストレートを当て再びダウンを奪った。倒れた伊藤にパウンドを浴びせTKO勝ちを収めた。
2022年3月20日、RIZIN.34にてRIZINに初参戦し、現GLADIATORフライ級王者のNavEと対戦した。1R、近い距離からガードが下がった相手の顎に右フックを当て、僅か54秒でのKO勝利を収めた。なお、この試合は前戦からの間隔が22日と短かったため、それを考慮してもらい60.0kg契約となったと試合前インタビューで語った。
2022年5月8日、DEEP 107 IMPACTにてビョン・ジェウンと58.5kg契約で対戦し、3-0(30-27×3)の判定勝ちを収めた。この試合では、2Rに拳を骨折したため、手術することとなった。
2022年7月18日、16人で行われるDEEPフライ級グランプリの1回戦組み合わせ抽選会に出席し、DEEP TOKYO IMPACT 2022 5th ROUNDにて杉山廣平と対戦することが決定した。
2022年9月11日、DEEP TOKYO IMPACT 2022 5th ROUNDのDEEPフライ級グランプリ1回戦で杉山廣平と対戦し、5-0の判定勝ちを収め2回戦に進出した。
2022年12月11日、DEEP 111 IMPACTのDEEPフライ級グランプリ2回戦で安谷屋智弘と約3年8ヶ月振りに対戦し、4-1の判定勝ちを収め準決勝に進出するとともに、リベンジに成功した。
2023年2月11日、DEEP 112 IMPACTのDEEPフライ級グランプリ準決勝で宇田悠斗と対戦し、5-0の判定勝ちを収め決勝戦に進出した。
2023年5月7日、DEEP 113 IMPACTのDEEPフライ級グランプリ決勝及びDEEPフライ級暫定王者決定戦で本田良介と対戦し、5-0の判定勝ちを収め、暫定王座を獲得するとともにグランプリ優勝を果たし優勝賞金300万円を獲得した。
2023年9月24日、RIZIN.44で山本アーセンと対戦し、判定ではどちらに転ぶか分からない互角の展開となるも、3Rにアーセンの瞼の上をカットさせてドクターストップによる負傷TKO勝ちを収めた。
2023年12月6日、自身初の海外試合としてカザフスタン・アスタナのバリス・アリーナで行われたNaiza FC 55のNaiza FCフライ級タイトルマッチで王者のディアス・エレンガイポフに挑戦するも、0-3の判定負けを喫し王座獲得に失敗した。試合後のマイクで福田は「（負けたのは）完全に実力不足ですね。すごいディアス選手、強かったです。」と語り、「また戦いたいのか」という問いに対して「ちょっと自分の実力不足と向き合って、また強くなったら戻ってきたいと思います。」と再戦を匂わすコメントを残した。
2024年3月9日、元WMC日本ライト級王者の雅駿介とバンタム級で対戦。得意の右フックでダウンを奪い追撃のパウンドでTKO勝ちを収めた。
2024年3月29日、第5代DEEPフライ級王者の神龍誠が王座を返上したことにより、福田が第6代DEEPフライ級王者となった。
2024年9月16日、DEEP 121 IMPACTでDEEPバンタム級王座決定戦を行い、元PANCRASEバンタム級ランキング1位の瀧澤謙太と対戦し、右フックで1RKO勝ちを収め、バンタム級王座を獲得したとともにDEEP史上2人目の2階級同時制覇王者となった。勝利者マイクでは防衛戦で元谷友貴との対戦をアピールした。
2024年12月31日、RIZIN.49で芦澤竜誠と対戦。開始54秒、左フックでKO勝ちを収めた。
2025年5月5日、DEEP125で牛久絢太郎と対戦。3R終盤アッパーでダウンを奪い5-0の判定勝ち。王座初防衛。

## 人物
- MIBURO及びSWAG GYM KYOTOで、トレーナー/インストラクターとしても活動している[2][26]。
- 嵐山で生まれ育ったため、山に登るなど自然のあるところに行くことが好きである[26]。
- 18歳から26歳まで人力車で働き毎日20~30km走っていた。福田は、このことが現在の下半身や体幹の強さにも繋がっているのではないかと語っている。膝を壊し手術した際に、格闘技を取るか人力車を取るかという状況で格闘技を選んだ[3]。
- 2014年10月4日の鈴木隼人戦以来、怪我もあり選手を辞めようと考えており約2年間試合をしていなかった。練習もせず格闘技から離れていたが、2016年1月、以前対戦したこともある呑谷尚平が癌で亡くなったことをきっかけに格闘技に戻ってきた。呑谷が「修斗に出たい」と常に言っていたことを知り、したくても出来ない人がいる中で出来るのにしなかった自分が許せなくなりもう1回選手をやろうと思ったという。その日から毎日練習をするようになった。[3]
- 英語は苦手。ROAD TO UFCに日本語で参加希望メールを送り、UFC側から返信が来たが、英語が全く読めない為にスパムメールと勘違いして放置した為、期限を過ぎてしまった経験がある。

## 戦績

### プロ総合格闘技
| 総合格闘技 戦績 | 総合格闘技 戦績 | 総合格闘技 戦績 | 総合格闘技 戦績 | 総合格闘技 戦績 | 総合格闘技 戦績 | 総合格闘技 戦績 |
| --------------- | --------------- | --------------- | --------------- | --------------- | --------------- | --------------- |
| 35 試合         | (T)KO           | 一本            | 判定            | その他          | 引き分け        | 無効試合        |
| 25 勝           | 12              | 1               | 12              | 0               | 1               | 0               |
| 9 敗            | 1               | 1               | 7               | 0               | 1               | 0               |

| 勝敗 | 対戦相手                 | 試合結果                                          | 大会名                                                                          | 開催年月日     |
| ×    | 井上直樹                 | 5分3R終了 判定0-3                                 | 超RIZIN.4 真夏の喧嘩祭り 【RIZINバンタム級タイトルマッチ】                      | 2025年7月27日  |
| ○    | 牛久絢太郎               | 5分3R終了 判定5-0                                 | DEEP 125 IMPACT 【DEEPバンタム級タイトルマッチ】                                | 2025年5月5日   |
| ○    | 芦澤竜誠                 | 1R 0:54 KO（左フック）                            | RIZIN.49                                                                        | 2024年12月31日 |
| ○    | 瀧澤謙太                 | 1R 4:19 KO（右フック）                            | DEEP 121 IMPACT 【DEEPバンタム級王座決定戦】                                    | 2024年9月16日  |
| ○    | 雅駿介                   | 1R 2:59 TKO（パウンド）                           | DEEP 118 IMPACT                                                                 | 2024年3月9日   |
| ×    | ディアス・エレンガイポフ | 5分5R終了 判定0-3                                 | Naiza FC 55: Erengaipov vs. Fukuda 【Naiza FCフライ級タイトルマッチ】           | 2023年12月6日  |
| ○    | 山本アーセン             | 3R 1:36 TKO（カットによるドクターストップ）       | RIZIN.44                                                                        | 2023年9月24日  |
| ○    | 本田良介                 | 5分3R終了 判定5-0                                 | DEEP 113 IMPACT 【DEEPフライ級グランプリ決勝/DEEPフライ級暫定王者決定戦】       | 2023年5月7日   |
| ○    | 宇田悠斗                 | 5分3R終了 判定5-0                                 | DEEP 112 IMPACT 【DEEPフライ級グランプリ準決勝】                                | 2023年2月11日  |
| ○    | 安谷屋智弘               | 5分3R終了 判定4-1                                 | DEEP 111 IMPACT 【DEEPフライ級グランプリ2回戦】                                 | 2022年12月11日 |
| ○    | 杉山廣平                 | 5分3R終了 判定5-0                                 | DEEP TOKYO IMPACT 2022 5th ROUND 【DEEPフライ級グランプリ1回戦】                | 2022年9月11日  |
| ○    | ビョン・ジェウン         | 5分3R終了 判定3-0                                 | DEEP 107 IMPACT                                                                 | 2022年5月8日   |
| ○    | NavE                     | 1R 0:54 KO（右フック）                            | RIZIN.34                                                                        | 2022年3月20日  |
| ○    | 伊藤裕樹                 | 2R 0:35 TKO（左ストレート→パウンド)               | DEEP 106 IMPACT                                                                 | 2022年2月26日  |
| ×    | 神龍誠                   | 5分3R終了 判定0-3                                 | DEEP 104 IMPACT                                                                 | 2021年10月23日 |
| ×    | 平良達郎                 | 1R 4:31 三角絞め                                  | 修斗 PROFESSIONAL SHOOTO 2021 Vol.4 in OSAKA 【修斗世界フライ級タイトルマッチ】 | 2021年7月4日   |
| ○    | 前田吉朗                 | 3R 4:57 TKO（スタンドパンチ連打→パウンド）        | 修斗 PROFESSIONAL SHOOTO 2020 Vol.4 in OSAKA 【修斗世界フライ級暫定王者決定戦】 | 2020年7月12日  |
| ○    | 渡辺健太郎               | 1R 1:20 TKO（レフェリーストップ：カットでの出血） | 修斗 BORDER-season11-「The3rd」                                                 | 2019年9月22日  |
| ○    | 亀島聖児                 | 5分3R終了 判定3-0                                 | 修斗 SHOOTO 30th ANNIVERSARY TOUR 第5戦                                         | 2019年6月30日  |
| ×    | 安谷屋智弘               | 5分3R終了 判定0-3                                 | DEEP CAGE IMPACT 2019 in OSAKA                                                  | 2019年4月28日  |
| △    | 仲宗根武蔵               | 5分3R終了 判定1-1                                 | 修斗 THE SHOOTO OKINAWA vol.1                                                   | 2018年11月25日 |
| ×    | 藤川智史                 | 5分3R終了 判定0-3                                 | 修斗 香川大会「FORCE09」                                                        | 2018年4月15日  |
| ○    | 萩原幸太郎               | 5分3R終了 判定3-0                                 | 修斗 in OSAKA                                                                   | 2017年6月25日  |
| ○    | パク・ミンゼ             | 1R 4:26 KO（左ストレート→パウンド）               | 修斗 香川大会『FORCE07』                                                        | 2017年4月9日   |
| ○    | 木村ケンイチ             | 1R 0:28 KO（パウンド）                            | 修斗 SHOOTO GIG WEST Vol.18                                                     | 2016年7月3日   |
| ×    | 鈴木隼人                 | 5分3R終了 判定0-3                                 | VTJ 6th                                                                         | 2014年10月4日  |
| ○    | オニボウズ               | 5分3R終了 判定3-0                                 | 修斗 SHOOTO GIG WEST 16                                                         | 2014年7月6日   |
| ○    | 呑谷尚平                 | 5分2R終了 判定2-0                                 | 修斗 BORDER-season6-「The 2nd」                                                 | 2014年4月27日  |
| ×    | 征矢貴                   | 1R 5:00 KO（パウンド）                            | 修斗 THE ROOKIE TOURNAMENT FINAL 2013 【2013年度新人王決定トーナメント決勝戦】  | 2013年12月15日 |
| ○    | タンク                   | 5分2R終了 判定3-0                                 | 修斗 BORDER-season5-「The 2nd」 【2013年度新人王決定トーナメント準決勝】        | 2013年9月1日   |
| ○    | 有本侑紀                 | 5分2R終了 判定3-0                                 | 修斗 BORDER-season5-「The first」                                               | 2013年4月7日   |
| ○    | いっきゅうさん           | 1R 1:03 ギロチンチョーク                          | 修斗 BORDER-SEASON4-3rd 【2013年度新人王決定トーナメント1回戦】                 | 2012年12月9日  |
| ×    | 吉田朋彦                 | 5分2R終了 判定0-2                                 | GLADIATOR 38                                                                    | 2012年7月15日  |
| ○    | 水川将馬                 | 2R 4:59 TKO（パンチ）                             | GLADIATOR 21                                                                    | 2011年8月6日   |
| ○    | 川口智弘                 | 1R 1:35 KO（パンチ）                              | SOUL FIGHT Vol.5                                                                | 2011年6月5日   |

### アマチュア総合格闘技
| 勝敗 | 対戦相手 | 試合結果                    | 大会名                                           | 開催年月日     |
| ×    | 千代雅博 | 1R 0:16 KO                  | 全日本アマ修斗【決勝戦】                         | 2012年9月2日   |
| ○    | 内山良太 | 4分1R終了 判定2-1           | 全日本アマ修斗【準決勝】                         | 2012年9月2日   |
| ○    | 有本侑紀 | 1R 2:30 チョークスリーパー  | 全日本アマ修斗【2回戦】                          | 2012年9月2日   |
| ○    | 本房幸樹 | 4分1R終了 判定3-0           | 全日本アマ修斗【1回戦】                          | 2012年9月2日   |
| ○    | 有本侑紀 | 3分2R+延長1R終了 判定3-0    | 関西アマ修斗【決勝戦】                           | 2012年5月6日   |
| ○    | 林智行   | 4分1R終了 判定3-0           | 関西アマ修斗【準決勝】                           | 2012年5月6日   |
| ○    | 前田彬孝 | 3分2R終了 判定42-39         | 西日本アマ修斗オープントーナメント【決勝戦】     | 2011年10月10日 |
| ○    | 吉村友希 | 4分1R終了 判定20-18         | 西日本アマ修斗オープントーナメント【準決勝】     | 2011年10月10日 |
| ×    | 竹内敬之 | 1分 2:30 チョークスリーパー | 関西アマ修斗【準決勝】                           | 2011年7月3日   |
| ○    | 木村雅   | 1R 0:19 KO                  | 関西アマ修斗【1回戦】                            | 2011年7月3日   |
| ×    | 高村健悟 | 3分2R終了 判定38-44         | 中部アマ修斗フレッシュマントーナメント【決勝戦】 | 2010年9月19日  |
| ○    | 木村賢二 | 4分1R終了 判定21-16         | 中部アマ修斗フレッシュマントーナメント【1回戦】  | 2010年9月19日  |
| ×    | 藤中淳司 | 1R 2:57 腕ひしぎ十字固め    | 関西アマ修斗フレッシュマントーナメント【決勝戦】 | 2010年3月14日  |
| ○    | 藤岡秀帆 | 1R 1:17 三角絞め            | 関西アマ修斗フレッシュマントーナメント【準決勝】 | 2010年3月14日  |
| ○    | 本田亮介 | 4分1R終了 判定30-19         | 関西アマ修斗フレッシュマントーナメント【2回戦】  | 2010年3月14日  |

## 獲得タイトル
- アマチュア修斗西日本優勝・全日本 準優勝[2]
- プロフェッショナル修斗新人王トーナメント 準優勝[2]
- プロフェッショナル修斗第7代世界フライ級王者[注釈 1][1][2]
- DEEPフライ級暫定王者
- 第6代DEEPフライ級王者
- 第11代DEEPバンタム級王者
- DEEPフライ級グランプリ 優勝

## 入場テーマ曲
- Smokin'Love（Stick Figure feat.Collie Buddz）